# Chaîne Mount Tom
Vous lisez un « bon article » labellisé en 2010.
La chaîne Mount Tom (Mount Tom Range en anglais) est un chaînon situé dans la vallée du Connecticut au Massachusetts (États-Unis). Il appartient à Metacomet Ridge, une longue arête rocheuse des Appalaches qui traverse le sud de la Nouvelle-Angleterre sur 170 kilomètres de long. La chaîne Mount Tom est une destination populaire pour la pratique de la randonnée pédestre, réputée pour ses hautes falaises, le panorama qu'elle offre, son microclimat ainsi que sa faune et sa flore variées. Des sites touristiques tels que les ruines du XVIIIe siècle de la Eyrie House, sur le mont Nonotuck, revêtent une grande importance historique dans la région.

## Toponymie
Selon la tradition populaire, le mont Tom, point culminant du chaînon, a été baptisé en l'honneur de Rowland Thomas, un géomètre-expert chargé de l'établissement de Springfield dans les années 1660. Il aurait donné lui-même son nom au sommet tandis que son collègue Elizur Holyoke, travaillant sur la rive opposée du fleuve, faisait de même pour le mont Holyoke. Le chaînon est parfois désigné dans son intégralité par le nom de Mount Tom.

## Géographie

### Situation

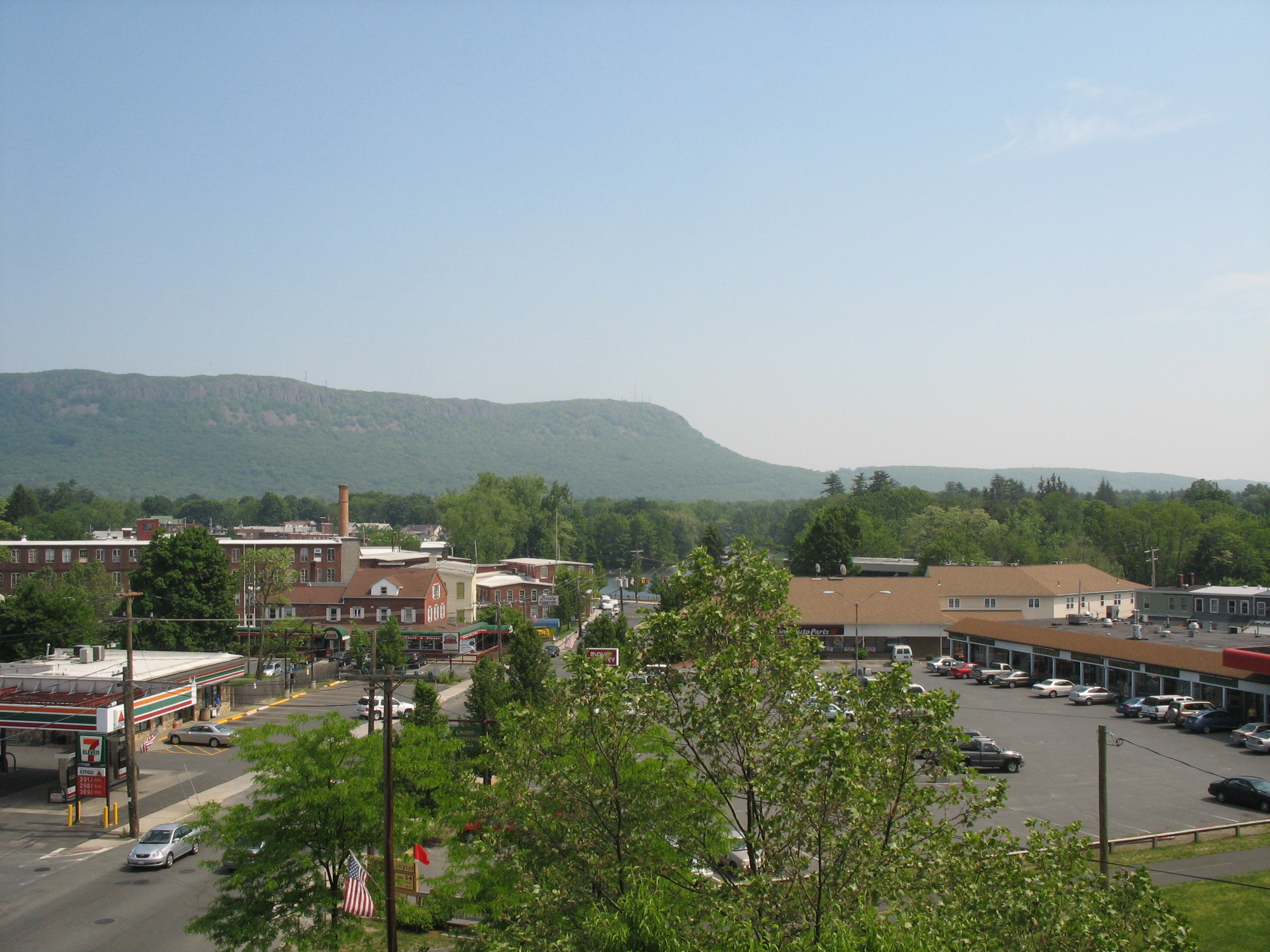
Vue de la chaîne Mount Tom depuis Easthampton.

La chaîne Mount Tom est entièrement située sur le territoire des villes de Holyoke et Easthampton. Elle s'élève abruptement entre 150 et 340 mètres d'altitude au-dessus de la vallée du Connecticut. Elle est orientée selon un axe nord-sud sur une longueur de 7 kilomètres pour une largeur de 2,4 kilomètres en son point le plus large, bien que le relief rende cette distance plus importante au sol,,.

### Topographie
Les principaux sommets du chaînon sont, du nord au sud : le mont Nonotuck (252 m), le Dry Knoll (255 m), Goat Peak (251 m), Whiting Peak (309 m), le Deadtop (340 m), le mont Tom (366 m, point culminant) et le Little Mount Tom (192 m). Metacomet Ridge, dont fait partie la chaîne Mount Tom, continue vers le sud par East Mountain. Au nord-est, sur l'autre rive du fleuve Connecticut, elle se prolonge par la chaîne Holyoke.

### Géologie

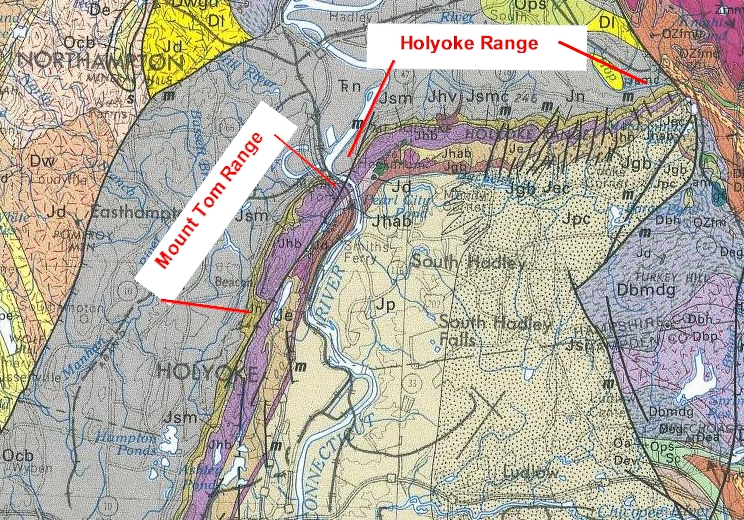
Carte stratigraphique de la chaîne Holyoke et de la chaîne Mount Tom.
Basalte
Grès
Arkose
Conglomérat

La chaîne Mount Tom s'est formée il y a 200 millions d'années au cours du Trias et du Jurassique et se compose de basalte, une roche volcanique effusive de couleur sombre qui vire au brun-rouille lorsque le fer qu'elle contient s'oxyde au contact de l'air. Les intrusions de basalte sont généralement de forme octogonale ou pentagonale et produisent des formations appelées « orgues basaltiques ». De vastes talus composés d'éboulis basaltiques issus de l'érosion sont visibles au pied de nombreuses falaises, en particulier au mont Tom, au White Peak et au Deadtop, le long de la route de la Mount Tom State Reservation ou du Metacomet-Monadnock Trail sur les crêtes. Les crêtes basaltiques sont le résultat d'une série de coulées de lave massives, d'une centaine de mètres d'épaisseur, qui se sont échappées par des failles créées lors de la séparation de la Laurasia et du Gondwana, puis de l'Amérique du Nord et de l'Eurasie. Les émissions de lave se sont déroulées durant 20 millions d'années.
L'érosion qui se produit entre les éruptions successives dépose des couches de sédiments entre les coulées basaltiques. Leur lithification forme finalement des roches sédimentaires. Par la suite, cette alternance de couches en « mille-feuille » se fissure et se soulève. Les érosions ultérieures ont davantage entamé les roches sédimentaires, exposant les arêtes des roches basaltiques et donnant naissance à de longues crêtes et falaises caractéristiques.

### Faune et flore
La chaîne Mount Tom offre une combinaison de microclimats et une variété d'écosystèmes inhabituels pour la région. Les crêtes, chaudes et sèches, abritent des espèces d'herbacées généralement dominées par le chêne châtaignier. Le Genévrier de Virginie (Juniperus virginiana), une espèce adaptée aux terrains secs, s'accroche aux rebords des falaises. La flore des versants est plus proche de celle des plateaux et des monts Berkshire adjacents et accueille des espèces animales communes des biotopes northern hardwood forest (littéralement « forêt septentrionale de bois dur ») et oak-hickory forest (littéralement « forêt de chêne et de caryer »). La Pruche du Canada (Tsuga canadensis) encercle les étroites ravines, empêchant la lumière du soleil d'atteindre le sol et créant des conditions de développement plus froides et humides, y favorisant l'apparition d'espèces végétales associées aux climats froids. Les pentes des talus sont riches en nutriments et recouvertes par de nombreuses espèces adaptées aux sols calcaires, inhabituelles dans la région. Les kilomètres de falaises abruptes rendent les conditions de vie idéales pour de nombreuses espèces animales et végétales classées comme rares. La chaîne Mount Tom est un important corridor migratoire saisonnier pour les rapaces.

## Histoire

### Période pré-coloniale
Avant le milieu du XIXe siècle, très peu de documents relatent la chaîne Mount Tom et rien ne semble la distinguer des paysages environnants. Les Amérindiens peuplent la région depuis au moins 10 000 ans. Ils cultivent des céréales telles que le maïs mais aussi le tabac, le pois et la courge dans la plaine du Connecticut, défrichant de petites parcelles de forêt par brûlis,. Ils chassent, pêchent et confectionnent des outils ainsi que des pointes de flèches à base du basalte du chaînon.

### Colonisation, transformations agraire et industrielle
Les tensions entre la tribu des Pocomtuc et les colons, arrivés dans la région au milieu du XVIIe siècle, atteignent leur apogée en 1675 avec le déclenchement de la guerre du Roi Philip, un conflit qui oppose les colons et une confédération de tribus amérindiennes du Sud de la Nouvelle-Angleterre menée par le sachem Metacomet.

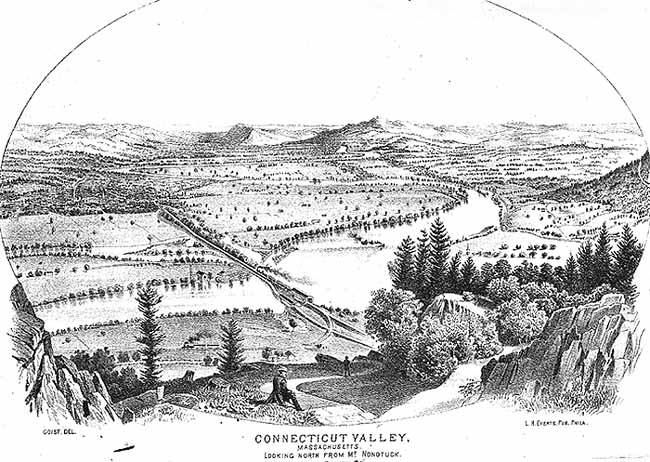
Louis Everts, « Vallée du Connecticut, Massachusetts, vue en direction du nord depuis le mont Nonotuck », tiré de History of the Connecticut Valley, Massachusetts Vol 1, 1879.

Davantage de colons affluent à la suite de leur victoire sur les Amérindiens et, à l'aube du XIXe siècle, la majorité des villes actuelles a été fondée et la plus grande partie de la région a été déboisée pour créer des fermes et des champs afin d'exploiter les sols fertiles. Les reliefs les plus escarpés tels que la chaîne Mount Tom, bien qu'impropres aux cultures, sont malgré tout largement déboisés afin de produire du charbon de bois et fournir les industries de l'acier avant qu'il soit remplacé par la houille du centre des Appalaches. Le feu se propage fréquemment aux crêtes qui sont transformées en pâturages. Ce n'est qu'au début du XXe siècle que la production agricole migre vers l'ouest et que le charbon de bois est abandonné, permettant aux forêts de retrouver leur aspect d'antan. En 2004, une étude écologique conduite par le National Park Service a permis de mettre en évidence que Metacomet Ridge dans son ensemble est restée relativement bien boisée au cours du XXe siècle, les coupes restant ponctuelles, permettant à la diversité biologique d'être maintenue.

### Transcendantalisme
L'urbanisation et l'industrialisation galopantes en Europe et en Amérique du Nord se soldent par l'émergence d'un courant esthétique réactionnaire, le transcendantalisme, caractérisé en Nouvelle-Angleterre par les peintres Thomas Cole, Frederic Edwin Church et d'autres de la Hudson River School, par l'architecte-paysagiste Frederick Law Olmsted et par les philosophes Henry David Thoreau et Ralph Waldo Emerson. À l'instar d'autres paysages de Nouvelle-Angleterre, les mouvements philosophiques, artistiques et environnementaux du transcendantalisme opèrent une mutation en de nombreux sites de Metacomet Ridge, faisant passer la montagne d'une ressource commerciale à une ressource récréative. Des hôtels, des parcs et des résidences secondaires sont créés du milieu des années 1880 au début du XXe siècle.

### Développement touristique

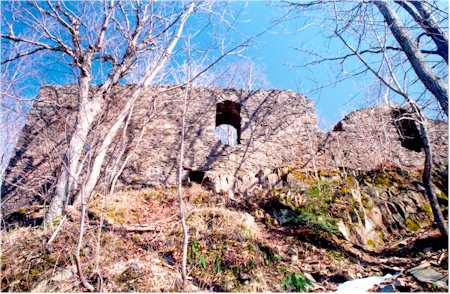
Vue des ruines de la Eyrie House en 2003.

En 1861, à la suite du succès rencontré par la Mount Holyoke Summit House, sur l'autre rive Connecticut, William Street ouvre un établissement au sommet du mont Nonotuck et le nomme Eyrie House. Plus proche du fleuve, il est aussi plus facile d'accès. Mais il brûle en 1901 alors que Street incinère deux chevaux et perd le contrôle du feu. Seuls les caves et les murs de fondation en pierre sont épargnés.

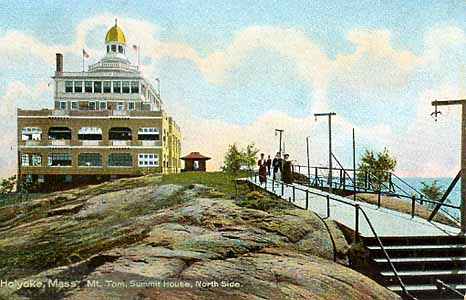
Carte postale représentant la Mount Tom Summit House en 1900.

Un autre hôtel, le Mount Tom Hotel, est construit au sommet du mont Tom en 1897 mais est également incendié trois ans plus tard. Rénové, il brûle de nouveau en 1929 et n'est jamais reconstruit. En 1902, la propriété devient la première parcelle à intégrer la Mount Tom State Reservation. En 1933, le Civilian Conservation Corps contribue à la mise en place des structures et des routes du parc, encore existantes au début du XXIe siècle.
En 1897, la Holyoke Street Railway Company commence la construction de ce qui deviendra le « Mountain Park », un parc à tramway et, plus tard, un parc de loisirs, sur le versant oriental du chaînon. Le projet change de mains plusieurs fois jusqu'à sa fermeture définitive en 1988 en raison de la concurrence imposée par les plus grands parcs à thème,.
En 1966, la chaîne Holyoke et la chaîne Mount Tom font conjointement l'objet d'une étude du National Park Service pour la création d'une Connecticut River National Recreation Area. Bien que le projet ne voie jamais le jour, il reste dans les esprits et, depuis, a été suivi par plusieurs efforts de protection environnementale à l'échelle locale et nationale, notamment par l'acquisition de terrains supplémentaires sur chacun des deux chaînons en vue de l'extension du parc d'État, la création par le Commonwealth of Massachusetts du parc d'État du Connecticut River Greenway et, plus récemment en 2000, la proposition par le National Park Service d'inclusion d'un nouveau National Scenic Trail, le New England National Scenic Trail, au sein du Metacomet-Monadnock Trail au Massachusetts d'une part et du Mattabesett Trail et du Metacomet Trail au Connecticut d'autre part.

## Activités

### Tourisme
Un réseau de routes secondaires saisonnières gravit la chaîne Mount Tom et de nombreux kilomètres de sentiers traversent le chaînon, notamment une partie des 180 km du Metacomet-Monadnock Trail entretenu par la section Berkshire de l'Appalachian Mountain Club. Les activités sportives et récréatives pratiquées sont le pique-nique, la randonnée pédestre, le freeride, le ski de fond, le vélo tout terrain et la raquette à neige. Une station de ski de piste a existé jusqu'en 1998. Aucune installation pour le camping n'est prévue,.
Plusieurs parkings se situent au départ des sentiers, à l'intérieur de la Mount Tom State Reservation, accessibles depuis la Route 5 à Holyoke et East Street à Easthampton ; seul le plus oriental est ouvert toute l'année. En saison, les routes de la Mount Tom State Reservation sont soumises à un droit de péage pour les véhicules à moteur. Des parkings du Metacomet-Monadnock Trail sont situés sur la Route 141 entre East Mountain et le mont Tom ou au pied du mont Nonotuck sur Underwood Street à Easthampton.

### Menaces et protections environnementales
La plus grande partie de la chaîne Mount Tom est protégée au sein de la Mount Tom State Reservation. D'autres parcelles sont gérées par des organisations à but non lucratif comme The Trustees of Reservations. En 2000, le chaînon a fait l'objet d'une étude du National Park Service pour la désignation d'un nouveau National Scenic Trail, le New England National Scenic Trail, qui aurait inclus le Metacomet-Monadnock Trail au Massachusetts d'une part, le Mattabesett Trail et le Metacomet Trail au Connecticut d'autre part,.
En 2002, plusieurs associations à but non lucratif ainsi que le Commonwealth of Massachusetts ont collaboré afin d'obtenir, avec succès, la préservation du versant oriental du chaînon où était installée la station de sports d'hiver fermée quatre ans auparavant. Une carrière, au sein de cette propriété, a également dû être fermée. Ces efforts ont été stimulés par les protestations publiques envers la mise en vente de parcelles de falaises visant à l'intensification de l'extraction de gravats,.
D'autres organisations ont investi dans la conservation de la chaîne Mount Tom et de son environnement, parmi lesquelles The Kestrel Trust, The Valley Land Fund et The Pascommuck Conservation Trust.